# Jeremy Stenberg

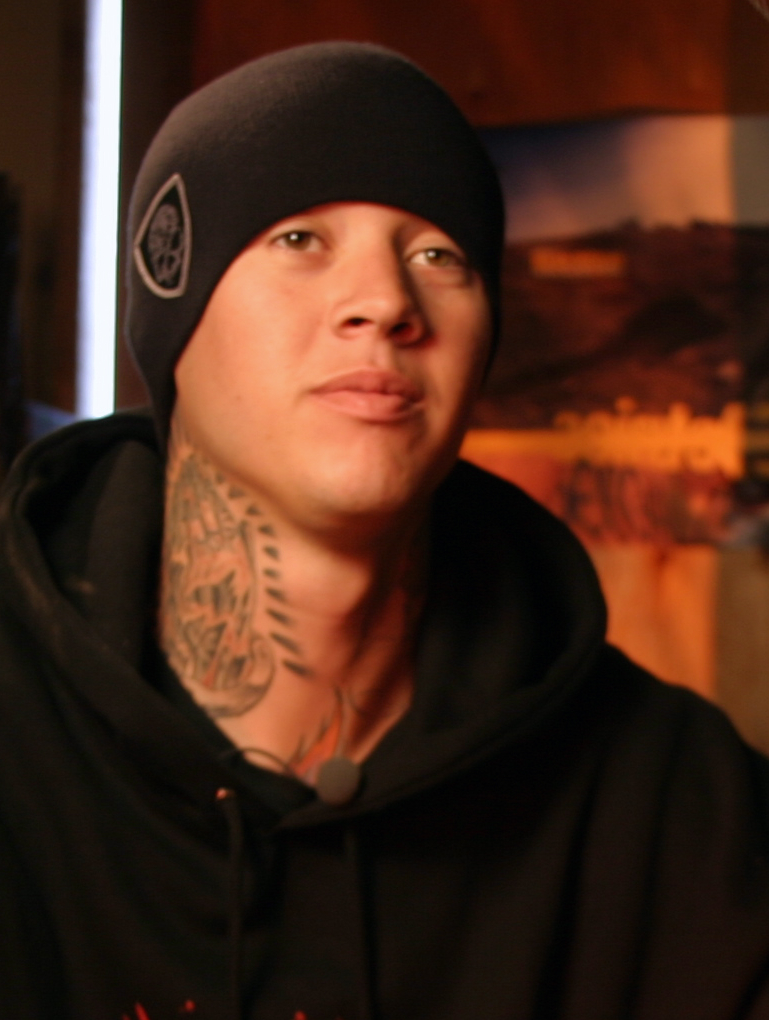
Jeremy Stenberg (2004)

Jeremy Stenberg, genannt Twitch (* 27. September 1981 in den USA), ist ein US-amerikanischer Freestyle-Motocrossfahrer.

## Leben
Im Alter von zwei Jahren begann er auf einem Spielzeugmotorrad zu fahren. Mit 5 Jahren wurde bei ihm das Tourette-Syndrom festgestellt, was jedoch auf den Sport wenig Auswirkung hatte. Daher stammt aber sein Spitzname „Twitch“ (dt.: Zuckung). Im Alter von 16 Jahren, unter Einfluss der ersten Crusty-Demons-Videos, fuhr er seine ersten Freestyle-Wettbewerbe.
Er trainiert mit Ronnie Faisst und Brian Deegan sowie den anderen Metal-Mulisha-Teamkollegen. Stenberg ist verheiratet mit Susan Stenberg, mit der er zwei Töchter, Savy Monroe und Sayler Grae, hat. Aus einer früheren Beziehung stammt die Tochter Katrina Ann.

### Fahrkünste
Jeremy gilt als der Künstler der Step-up-Kickers und ist einer der talentiertesten Fahrer bei den Red Bull X-Fighters. Er schafft es, auch die technisch anspruchsvollsten Manöver einfach und geschmeidig aussehen zu lassen.
Nach einer schweren Verletzung in der Saison 2006 war Twitch wegen diverser Knochenbrüche lange Zeit ohne Training und Praxis.

## Erfolge
- Platz 3 bei den Summer X-Games
- Platz 3 bei der Dew Tour Ohio
- Platz 1 bei den Winter X-Games
- 2008 Platz 1 bei den X-Games Etappe Rio de Janeiro[1]
- 2008 Platz 1 bei den LG Action Sports FMX World Championships[2]